# جيريمي بريدغز
جيريمي بريدغز (بالإنجليزية: Jeremy Bridges)‏ هو لاعب كرة قدم أمريكية أمريكي، ولد في 19 أبريل 1980 في فورت واين في الولايات المتحدة.

## وصلات خارجية
- جيريمي بريدغز على موقع مرجع كرة القدم المحترفة.كوم (الإنجليزية)